# 滇芎属
滇芎属（学名：Physospermopsis）是伞形科下的一个属，为多年生草本植物。该属共有约8种，分布于中国西南部。